# エドワード・トゥーンス
エドワード・トゥーンス (Edward Theuns 1991年4月30日 - )はベルギー、ヘント生まれの自転車競技選手。

## 主な戦績
出典
2010
Triptyque des Monts et Châteaux 総合8位
区間1勝 (Stage 4)
2013
Triptyque des Monts et Châteaux 区間1勝 (1st Stage 2a)
ジロ・デッラ・レジオーネ・フリウーリ・ヴェネツィア・ジュリア山岳賞
タイムトライアル・ベルギー選手権U23 3位
2014
フロット・プライス・スタット・ゾテヘム 優勝
Handzame Classic 3位
2015
ロンド・ファン・ドレンテ 優勝
ユーロメトロポール・ツール 区間1勝 (Stage 3)
ドワルス・ドール・フラーンデレン 2位
スヘルデプライス 2位
ルント・ウム・ケルン 2位
ハル〜インホーイヘム 3位
エトワール・ド・ベセージュ 総合5位
 ポイント賞
ダンケルク4日間レース 総合7位
区間1勝　(Stage 5)
2016
ツール・ド・ベルギー区間1勝　(Stage 1)
ドワルス・ドール・フラーンデレン 3位
スヘルデプライス 4位
オムロープ・ヘット・ニウスブラット 8位
クールネ〜ブリュッセル〜クールネ 8位
ツール・ド・フランス
第1ステージ終了時点で新人賞
2017
ビンクバンク・ツアー 区間優勝（第4ステージ）
ツアー・オブ・ターキー  ポイント賞（第6ステージ優勝）
2019
プリムス・クラシック 優勝
2021
ツール・ド・ハンガリー ステージ優勝（第5ステージ）
2025
ボルタ・ア・ラ・コムニタ・バレンシアナ 区間優勝（第1ステージ・チームタイムトライアル）
ブレーデネ・コクサイデ・クラシック 優勝

### グランツールの総合成績
| Grand Tour                 | 2016     | 2017 | 2018 | 2019 | 2020 | 2021 | 2022 | 2023 | 2024 |
| -------------------------- | -------- | ---- | ---- | ---- | ---- | ---- | ---- | ---- | ---- |
| ジロ・デ・イタリア         | —        | —    | —    | —    | —    | —    | 131  | —    | 113  |
| ツール・ド・フランス       | 途中棄権 | —    | 88   | —    | 119  | 104  | —    | —    | —    |
| ブエルタ・ア・エスパーニャ | —        | 91   | —    | 133  | —    | —    | —    | 128  | —    |